# 정글에서 살아남기
《정글에서 살아남기》는 대한민국의 출판사 코믹컴에서 출간한 학습만화이며, 애니메이션 으로도 제작되었다.

## 개요
본 출판사에서 발간한 살아남기 시리즈 중 하나이며, 총 10권 분량으로 살아남기 시리즈 전체를 통틀어 단독 분량이 가장 많다. 

## 줄거리
국경 없는 의사회 소속의 한 의사의 딸인 아라와 그의 남자사람친구인 치우는 보르네오 섬으로 봉사 오지만 정글에선 거의 발생하지 않는 토네이도를 만나 흩어져 버린다. 셀리마를 만난 아라 덕분에 어찌어찌 어느 부족 마을에 신세를 지지만, 아라 아버지는 파상풍이 와 버렸다. 토네이도 때문에 보트와 위성 전화가 있던 창고가 무너져 버려 외부와 연락할 방법은 걸어가는 수밖에 없었다. 아라 아버지가 1년 전에 찍었던, 이번에 봉사 가기로 했던 곰 모양의 바위가 있는 마을의 사진을 근거로 셀리마, 아라, 치우는 걸어서라도 그 마을을 찾아가 도움을 요청하기로 하지만, 그들이 셀리마를 만나기 보름 전에 불덩이가 떨어진 뒤로 엄청나게 거대해진 돌연변이 생물들과 원래부터 정글 생태계의 상위권에 서 있던 맹수들이 그들의 앞을 번번이 가로막는다.

## 목소리 출연
- 남도형: 마루
- 강호철: 카이
- 장은숙: 아라
- 전해리: 셀레마
- 안현서: 가비, 퉁가
- 엄상현: 아라 아빠, 타이더, 레즈라, 라파 박사, 레오, 원주민 할아버지, 난쟁이
- 진정일: 실반, 원주민, 말라깽이
- 이재범: 볼턴
- 권영지: 로키
- 홍범기: 거구, 맹꽁이, 파라케라테리움, 메가네우라
- 이민규: 조종사, 드라켄, 땅늘보, 앤드류사쿠스, 기라파톱 사슴벌레
- 임채헌: 카이의 아버지
- 김은아: 사항 고양이, 쿡소니아, 흰개미